# Петро Порошенко
Петро Олексијович Порошенко (укр. Петро Олексійович Порошенко; Болград, 26. септембар 1965) јесте украјински политичар. Порошенко је бивши председник Украјине.
Порошенко је обављао дужност министра спољних послова од 2009. до 2010, и министра трговине и привредног развоја током 2012. године. Од 2007. до 2012. био је на челу Савета Народне банке Украјине.
Поред бављења политиком, Порошенко је власник великог произвођача кондиторских производа, захваљујући коме је стекао надимак краљ чоколаде, као и бројних других предузећа.
На председничким изборима одржаним 25. маја 2014. добио је 54% гласова у првом кругу, што му је било довољно да буде изабран за председника Украјине.
Изгубио је изборе 2019. године.